# امیل کولب
امیل کولب (فرانسوی: Émile Kolb‎; ۳ ژوئیهٔ ۱۹۰۲ – ۱ سپتامبر ۱۹۶۷) بازیکن فوتبال اهل لوکزامبورگ بود.
وی همچنین در تیم ملی فوتبال لوکزامبورگ بازی کرده‌است.